# TvN Story
tvN Story – południowokoreańska tematyczna stacja telewizyjna założona przez CJ E&M, dostępna jako telewizja kablowa i satelitarna. Stacja skierowana jest do kobiet w wieku 20-30 lat.

## Programy
- Project Runway Korea (od 7 lutego 2009)
- Korea's Next Top Model (od 18 września 2010)
- Get It Beauty (od 7 lutego 2011)
- Jessica & Krystal (od 3 czerwca do 5 sierpnia 2014)
- The TaeTiSeo (od 26 sierpnia do 21 października 2014)
- Hyoyeon's One Million Likes (od 11 czerwca do 14 sierpnia 2014)
- Channel Girls’ Generation (od 21 lipca do 8 września 2015)
- dailyTaeng9Cam (od 24 października do 21 listopada 2015)
- Channel AOA (od 22 marca do 17 maja 2016)
- Laundry Day (od 22 października 2016)
- Lipstick Prince (od 1 grudnia 2016)
- Hyoyeon's Ten Million Likes (od 19 grudnia 2016)
- Seohyun's Home/How's it like living alone? (od 8 lutego 2017)

### Seriale
- Cheo-eumiraseo (od 7 października do 25 listopada 2015; serial)
- Ruby Ruby Love (2017)